# Nieprowice (przystanek kolejowy)
Nieprowice – dawny wąskotorowy przystanek osobowy w Nieprowicach, w gminie Złota, w powiecie pińczowskim, w województwie świętokrzyskim, w Polsce.